# Olympische Sommerspiele 2000/Synchronschwimmen – Gruppe
Das Synchronschwimmen in der Gruppe bei den Olympischen Spielen 2000 in Sydney fand vom 28. bis 29. September 2000 im Sydney International Aquatic Centre statt.
Die russische Mannschaft gewann erstmals den Wettbewerb und damit die Goldmedaille. Den zweiten Platz sicherten sich die Japanerinnen vor Kanada, dessen Equipe den Bronzerang belegte.

## Ergebnisse
| Platz | Athletinnen | Nation             | Technik | Kür    | Gesamt |
| ----- | --- | ------------------ | ------- | ------ | ------ |
| 01    | Jelena Asarowa Olga Brusnikina Maria Kisseljowa Olga Nowokschtschenowa Irina Perschina Jelena Soja Julia Wassiljewa Olga Wassjukowa Jelena Antonowa | Russland           | 34,580  | 64,566 | 99,146 |
| 02    | Ayano Egami Raika Fujii Yōko Isoda Rei Jimbo Miya Tachibana Miho Takeda Juri Tatsumi Yōko Yoneda Yūko Yoneda                                        | Japan              | 34,510  | 64,350 | 98,860 |
| 03    | Lyne Beaumont Claire Carver-Dias Erin Chan Catherine Garceau Fanny Létourneau Kirstin Normand Jacinthe Taillon Reidun Tatham                        | Kanada             | 33,767  | 63,570 | 97,357 |
| 04    | Cinthia Bouhier Virginie Dedieu Charlotte Fabre Myriam Glez Rachel Le Bozec Myriam Lignot Charlotte Massardier Magali Rathier                       | Frankreich         | 33,763  | 62,704 | 96,467 |
| 05    | Carrie Barton Tammy Cleland Anna Kozlova Kristina Lum Elicia Marshall Tuesday Middaugh Heather Pease Kim Wurzel                                     | Vereinigte Staaten | 33,530  | 62,574 | 96,104 |
| 06    | Giada Ballan Serena Bianchi Mara Brunetti Chiara Cassin Maurizia Cecconi Alice Dominici Alessia Lucchini Clara Porchetto                            | Italien            | 32,993  | 62,184 | 95,177 |
| 07    | Hou Yingli Jin Na Li Min Li Rouping Li Yuanyuan Wang Fang Xia Ye Zhang Xiaohuan                                                                     | China              | 33,017  | 61,576 | 94,593 |
| 08    | Tracey Davis Kelly Geraghty Amanda Laird Dannielle Liesch Katrina Orpwood Rachel Ren Cathryn Wightman Naomi Young                                   | Australien         | 31,383  | 58,110 | 89,493 |